# Baida-Mariam I
Baida-Mariam (em ge'ez: በእደ ማርያም; romaniz.: be’ide mariyami; na mão de Maria; 1468 - 1478) foi um imperador da Etiópia de 1468 até sua morte. Fez parte da dinastia salomônica. Era filho do imperador Zara-Jacó e de Seyon Morgasa. 

## Antecedentes
Nos últimos anos do reinado  de seu pai, Zara-Jacó, este se tornou despótico.  Usou de medidas fortemente repressoras para esmagar a oposição, e muitas são as histórias de eclesiásticos graduados e outros dignitários condenados à prisão em terras de exílio longínquas. De fato, um dos primeiros atos oficiais de Baida Mariam foi a anistia de grande número de prisioneiros políticos e o abrandamento do poder centralizado. 
As complexas intrigas da corte na época resultaram na morte de sua mãe, Seyon Morgasa, por volta de 1462 e em vários anos de desentendimento entre  ele e seu pai. No entanto, os dois se reconciliaram e Zara-Jacó nomeou Baida-Mariam como seu sucessor antes de sua morte em 1468. 

## Reinado
Ao ser entronizado Baida-Mariam, e por sua mãe estar morta, deu a Eleni, primeira esposa de seu pai, o título de Rainha Mãe. Ela provou ser um membro efetivo da família real, e Paul B. Henze comenta que ela "era praticamente co-monarca" durante seu reinado.  No entanto, Edward Ullendorff observa que Baida-Mariam não foi capaz de manter o império longínquo que seu pai o deixou: "algumas das províncias periféricas conquistadas recentemente começaram a ficar inquietas; os senhores feudais que Zara-Jacó havia trazido sob controle central já o estavam abandonando, reafirmando sua antiga autoridade regional e o antigo clero voltava a disseminar algumas das formas de conduta e organização eclesiástica que já haviam sido abolidas" na reforma feita no governo de seu pai. 

## Campanhas
Baida-Mariam seguiu a política salomônica tradicional de converter os pagãos de Agaus do interior pela força e pela propaganda e de reprimir as potências costeiras muçulmanas. O Sultanato de Adal estava agora desgastado pela contínua vigia e para garantir uma pausa na cansativa rodada de ataques e contra-ataques Maomé ibne Badlai (1445-1471) enviou uma delegação a Baida-Mariam no início de seu reinado para prometer o pagamento de um tributo anual. Essa trégua permitiu a Baida-Mariam enviar uma expedição contra os Falasha e liderar-se contra os Dobas, uma tribo pagã islamizada que habita a região montanhosa de Woggerat ao redor de Amba Alagi e que atacavam as rotas das caravanas. 
A política de equilíbrio do novo sultão adalita não atraía os muçulmanos mais intransigentes do sultanato, com os quais a jihad era classificada como o principal dever do Islã e o poder político começou a passar das mãos menos resolutas de Ualashma para as dos novos emires. o primeiro deles foi Ladāi Uthmān, governador de Zaila, que iniciou os preparativos para a renovação da guerra em 1471, imediatamente após a morte do sultão Muhammad. Baida-Mariam tomou a ofensiva derrotou o exército adalita e capturou muitos desses emires. Mas a batalha não foi decisiva, pois logo depois os afares pagãos que tinham se aliado a Baida-Mariam em sua causa comum contra os muçulmanos explodiu em revolta por toda a fronteira oriental. Dois exércitos abissínios foram enviados para Adal em 1473/74 mas foram derrotados. Isso marcou o ponto de virada da supremacia militar etíope. 

## Final do reinado
Sérias dissensões internas seguiram o breve reinado de Baida-Mariam que, ao morrer, deixou dois filhos menores, ainda jovens demais para assumirem as responsabilidades imperiais. As querelas de sucessão entre os partidários dos dois jovens príncipes, que se prolongaram por muitos anos, minaram o poder do império cristão. A primeira grande derrota sofrida pelo exército cristão para o Sultanato de Adal ocorreu no reinado de Baida-Mariam, e pode-se dizer que, a partir desse período, o declínio do poderio cristão na Etiópia não cessou até o colapso final provocado pela jihad do imã Ahmad. 